# Tabanus rufiventris
Tabanus rufiventris är en tvåvingeart som beskrevs av Fabricius 1805. Tabanus rufiventris ingår i släktet Tabanus och familjen bromsar. Inga underarter finns listade i Catalogue of Life.